# Sauveterre-de-Rouergue
Sauveterre-de-Rouergue là một xã ở tỉnh Aveyron, thuộc vùng Occitanie ở miền nam nước Pháp.